# Hippity Hop
Hippity Hop è il primo EP del girl group sudcoreano EXID, pubblicato nel 2012.

## Tracce
1. Better Together (하나 보단 둘?, Hana Bodan DulLR) – 3:55
2. I Feel Good – 3:28
3. Phonecall (전화벨?, JeonhwabelLR) – 3:52
4. Think About – 3:43
5. Holla (Part 2) – 3:46
6. I Feel Good (R.Tee Remix) – 5:00

## Formazione
- Heo Sol-ji - voce
- Ahn Hee-yeon - voce
- Ahn Hyo-jin - voce
- Park Jung-hwa - voce
- Seo Hye-lin - voce

## Classifiche
| Classifica (2012) | Posizione massima |
| ----------------- | ----------------- |
| Corea del Sud     | 13                |